# 佐分慎弥
佐分 慎弥（さぶり しんや、1986年6月3日 - ）は日本の男子陸上競技選手。専門は短距離走。　
神奈川県立荏田高等学校時代の2003年にはシェルブルックで開催された世界ユース陸上競技選手権大会にメドレーリレーで出場し、銅メダルを獲得しており、その翌年にはインターハイ、埼玉国体少年A、ジュニア選手権で100m優勝を果たし3冠を達成した。
高校卒業後は日本体育大学へと進学した。初出場となった2005年の日本陸上競技選手権大会では決勝で10秒40のタイムで優勝をした。この結果から同年にヘルシンキで開催される世界陸上競技選手権大会の4×100mリレーのメンバーに選ばれていたが、右脚太もも裏を痛めたため出場は見送られた。
日本体育大学大学院進学後日体荏原高等学校に教諭として就職し後進の指導にあたっていたが、現在は中京大学で指導にあたっている。
2022年3月30日、2012年ロンドンオリンピックの女子4×100mリレーのメンバーで中京大コーチの市川華菜と結婚した。

## 自己ベスト
- 60m - 6秒92（2005年3月1日）
- 100m - 10秒33（2005年7月2日/日本学生対抗選手権）
- 200m - 21秒72（2002年10月22日）

## 主な戦歴
- 2001年 (中3)
  - 全日本中学校陸上競技選手権大会100m 4位
  - ジュニアオリンピック陸上競技大会100ｍ優勝

- 2002年 (高1)
  - インターハイ100m 予選1組3位

- 2003年 (高2)
  - 世界ユース選手権100m 準決勝1組4位、1000mR 3位
  - インターハイ100m 準決勝2組5位、200m 5位

- 2004年（高3）
  - インターハイ100m 優勝、200m 準決勝1組5位
  - 埼玉国体少年A100m 優勝
  - 日本ジュニア選手権100m 優勝

- 2005年 (大1)
  - 日本選手権100m 優勝
  - 関東インカレ100m 5位
  - 日本インカレ100m 優勝
  - 東アジア競技大会100m 7位、4×100mR 優勝

- 2007年 (大3)
  - 全日本学生チャンピオンシップ100m 予選9組7着
  - 国体成年100m 準決勝1組5着、成年少年共通4×100mR 4位

- 2008年 (大4)
  - 日本インカレ100m 準決勝2組3着、4×100mR 決勝途中棄権

## 年次記録
|                    | 100m   | 風速    | 備考 | 200ｍ  | 風速    | 備考 |
| ------------------ | ------ | ------- | ---- | ------ | ------- | ---- |
| 2000年 (中学2年)   | 11秒36 | ＋1.9ｍ |      |        |         |      |
| 2001年 （中学3年） | 10秒90 | ＋1.7ｍ |      | 22秒42 | ＋0.5ｍ |      |
| 2002年 （高校1年） | 10秒75 |         |      | 21秒72 | ＋0.9ｍ |      |
| 2003年 （高校2年） | 10秒58 |         |      |        |         |      |
| 2004年 （高校3年） | 10秒47 |         |      | 21秒18 |         |      |
| 2005年 （大学1年） | 10秒33 | ー1.3ｍ |      |        |         |      |
| 2006年 （大学2年） | 10秒37 | ＋1.7ｍ |      |        |         |      |
| 2007年 （大学3年） | 10秒51 | ＋0.2ｍ |      |        |         |      |
| 2008年 （大学4年） | 10秒65 | ー1.3ｍ |      |        |         |      |